# Eulógio I de Alexandria
Eulógio de Alexandria foi o patriarca grego ortodoxo de Alexandria entre 580 e 608. Ele combateu com sucesso muitas heresias então correntes no Egito, principalmente as várias fases do monofisismo. Ele foi um correspondente de São Gregório Magno, de quem recebeu muitos elogios e expressões de admiração.

## Vida e obra
Eulógio refutou os novacianos, que ainda mantinha algumas comunidades muito antigas em sua diocese, e justificou a união hipostática das duas naturezas de Cristo (tema que estava no cerne da controvérsia monofisista), contra Nestório e contra Eutiques. O cardeal Baronius afirmou que Gregório desejava que Eulógio sobrevivesse a ele, reconhecendo-o como uma voz da verdadeira fé.
Além dos comentários contra as várias seitas monofisistas (severianos encratitas, teodosianos, cainitas e os acephali), Eulógio também deixou onze discursos em defesa do papa Leão I e do Concílio de Calcedônia, além de uma obra contra os agnoetae, submetida por ele, antes da publicação, à aprovação de Gregório que, após algumas observações, autorizou que fosse publicada quase que inalterada. Com exceção de um sermão e uns poucos fragmentos, todas as obras de Eulógio se perderam.